# Меткалф, Леа
Леа Кантел Меткалф (англ. Leah Kantel Metcalf; родилась 18 сентября 1983 года, Такома-Парк, Мэриленд, США) — американская ипрофессиональная баскетболистка, выступавшая на позиции разыгрывающей. 

## Биография
Практически всю свою карьеру провела в Европе. Разыгрывающая выступала в чемпионатах Люксембурга, Швеции, Франции, Польши и России. В 2013 году Леа Меткалф стала одной из первых североамериканских баскетболисток в истории ивановской «Энергии», которая на тот момент играла в Премьер-Лиге. Завершила свою карьеру во французском клубе «Шартр Баскет».

## Достижения
- Чемпион Люксембурга (1): 2007/08.
- Чемпион Швеции (1): 2010/11.
- Серебряный призер Польши (1): 2013/14.
- Бронзовый призер Польши (1): 2011/12.